# 葉盛長
葉盛長（1922年—2002年），京劇演員，工生行，政治面貌是中國農工民主黨（民主黨派人士）。
在北京出生，父親葉春善在富連成科班教戲，二哥葉蔭章是京劇鼓師；三哥葉盛章工丑行，四哥葉盛蘭工小生。
富連成科班「世」字科出身，原名葉世長。
1949年參加中國戲曲研究院京劇實驗工作團（后來的中國京劇院，現在的中國國家京劇院）。
1957年反右運動中劃為右派，送去勞動教養。
改革開放后落實政策，得到改正。其妻譚秀英為京劇名角譚富英之妹。有一子叶金援，京剧武生。